# بخش مونکلوا (شهرستان لوکاس، اوهایو)
بخش مونکلوا (به انگلیسی: Monclova Township) یک منطقهٔ مسکونی در ایالات متحده آمریکا است که در شهرستان لوکاس، اوهایو واقع شده‌است.
 بخش مونکلوا ۵۷٫۳ کیلومتر مربع مساحت و ۱۲٬۴۰۰ نفر جمعیت دارد و ۱۸۷ متر بالاتر از سطح دریا واقع شده‌است.